# Pluto (filho de Deméter)
Pluto (em grego clássico: Πλοῦτος) ou Eniato (em grego antigo: Ἐνιάτος), na mitologia grega, era um dos filhos de Deméter e do herói Jasão (também chamado de Jasião ou Jásio). Na teologia dos Mistérios eleusinos, ele é considerado como a "Criança Divina". Era o deus da riqueza. Foi concebido em Creta. Pluto é um deus caridoso, que viaja sobre a terra e o mar, e quem o encontra se torna rico.
Pluto é visto por Aristófanes como sendo cegado por Zeus, por querer apenas distribuir riqueza às pessoas boas. Cego, Pluto não mais conseguia distinguir as pessoas boas das más. Ele também é coxo, à medida que ele demora a chegar, e alado, então ele sai mais rápido do que veio.
Quando a visão do deus é restaurada, na comédia de Aristófanes, ele é capaz de determinar quem é merecedor de riqueza novamente.